# Liste jüdischer Friedhöfe in den Vereinigten Staaten
Die Liste jüdischer Friedhöfe in den Vereinigten Staaten gibt einen Überblick zu jüdischen Friedhöfen (Jewish cemeteries) in den USA. Es handelt sich um Friedhöfe, für die in Wikimedia Commons Fotos vorliegen oder in der englischsprachigen Wikipedia eigene Artikel. Die Liste erhebt keinen Anspruch auf Vollständigkeit. Die Sortierung erfolgt alphabetisch nach den Bundesstaaten.

## Liste der Friedhöfe

### Alabama
- Ahavas Chesed Cemetery
- Magnolia Cemetery (Mobile, Alabama)
- Sha'arai Shomayim Cemetery

### Connecticut
- Congregation Knesseth Israel (Ellington, Connecticut)

### Illinois
- Westlawn Cemetery

### Kalifornien
- Eden Memorial Park Cemetery
- Hillside Memorial Park Cemetery (Culver City, Los Angeles County)
- Home of Peace Cemetery (East Los Angeles)
- Mount Sinai Memorial Park Cemetery
- Mount Zion Cemetery (Los Angeles, California)

### Kansas
- Beni Israel Cemetery

### Massachusetts
- Baker Street Jewish Cemeteries
- Jewish Cemetery of New Bedford
- Temple Israel Cemetery (Wakefield, Massachusetts)
- Temple Ohabei Shalom Cemetery

### Mississippi
- Congregation Beth Israel (Meridian, Mississippi)
- Jewish Cemetery (Port Gibson, Mississippi)

### Nebraska
- Beth El Cemetery
- Beth Hamedrosh Hagodol Cemetery
- Fisher Farm Cemetery
- Golden Hill Jewish Cemetery
- Hrabik Cemetery
- Mount Sinai Cemetery (Omaha, Nebraska)
- Mt. Carmel Cemetery
- Temple Israel Cemetery (Omaha, Nebraska)
- Wyuka Cemetery

### New Jersey
- Floral Park Cemetery
- Mount Moriah Cemetery (Fairview, New Jersey)
- Riverside Cemetery (Saddle Brook, New Jersey)

### New York
- Baron Hirsch Cemetery
- Bayside Cemetery (Queens)
- First Shearith Israel Graveyard
- Machpelah Cemetery (Queens)
- Montefiore Cemetery
- Mount Hebron Cemetery (New York City)
- Mount Zion Cemetery (New York City)
- Salem Fields Cemetery, Brooklyn
- Washington Cemetery (Brooklyn)
- Wellwood Cemetery

### North Dakota
- B'nai Israel Synagogue and Montefiore Cemetery

### Ohio
- Jewish Civil War Memorial (Cincinnati, Ohio)
- Mayfield Cemetery
- Old Jewish Cemetery, Cincinnati
- United Jewish Cemetery

### Pennsylvania
- Har Nebo Cemetery
- Israel Benevolent Society Cemetery
- Mikveh Israel Cemetery

### Rhode Island
- Common Burying Ground and Island Cemetery
- Touro Cemetery

### South Carolina
- Coming Street Cemetery

### Tennessee
- Temple Adas Israel (Brownsville, Tennessee)
- Temple Cemetery

### Virginia
- Cemetery for Hebrew Confederate Soldiers
- Hebrew Cemetery (Richmond, Virginia)

### Washington, D.C.
- Bet Mishpachah Cemetery
- Elesavetgrad Cemetery